# Adil Auassar
Adil Auassar (Dordrecht, Países Bajos, 6 de octubre de 1986) es un exfutbolista neerlandés que jugaba de centrocampista. Desde junio de 2023 forma parte del cuerpo técnico del RKC Waalwijk.

## Biografía
Su hermano Mohammed Auassar también es futbolista.

## Clubes
| Club                | País         | Año       |
| ------------------- | ------------ | --------- |
| FC Dordrecht        | Países Bajos | 2005-2007 |
| VVV Venlo           | Países Bajos | 2007-2010 |
| Feyenoord           | Países Bajos | 2010-2011 |
| RKC Waalwijk        | Países Bajos | 2011-2012 |
| De Graafschap       | Países Bajos | 2012-2013 |
| Excelsior Rotterdam | Países Bajos | 2013-2016 |
| Roda JC             | Países Bajos | 2016-2018 |
| Sparta de Róterdam  | Países Bajos | 2018-2023 |